# Dasyhelea thienemanni
Dasyhelea thienemanni is een muggensoort uit de familie van de knutten (Ceratopogonidae). De wetenschappelijke naam van de soort is voor het eerst geldig gepubliceerd in 1970 door Spataru & Damian-Georgescu.